# بهرام یکم کوشانشاه

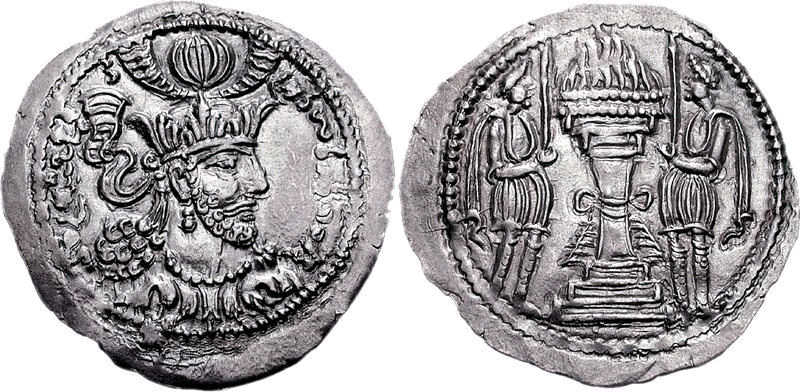
سکه بهرام یکم کوشانشاه

بهرام یکم کوشانشاه یا وهرام یکم (به پارسی میانه: 𐭥𐭫𐭧𐭫𐭠𐭭 ت.ت. 'وَرَهْرانْ') آخرین فرمانروای ساسانی کوشانشهر بود. او جانشین پیروز دوم کوشانشاه بود و بخش‌های زیادی از قلمروی شرقی ساسانی را در حملات کیداریان از دست داد.
بهرام کوشانشاه بر روی ضرب سکه های خود تاج مشخصی بر سر می گذارد که روی آن تاج، گل‌ها، مروارید یا گلبرگ‌های نیلوفر آبی به عنوان تزئین در کناره‌ها قرار گرفته‌اند.
شاهان کیداری سکه‌های خود را به تقلید از سکه‌های بهرام ضرب کردند.